# 윤동헌
윤동헌(尹東憲, 1983년 5월 2일 ~ )은 대한민국의 전직 축구 선수 출신 현 축구 지도자로 현재 베트남 축구 국가대표팀의 코치로 재직 중이며 현역 시절 울산 HD, 고양 자이크로 등에서 미드필더로 활약했다.